# Raionul Kameanka-Dniprovska, Zaporijjea
Kameanka-Dniprovska (în ucraineană Кам`янсько-Дніпровський район, transliterat: Kameansko-Dniprovskîi raion) este un raion în regiunea Zaporijjea, Ucraina. Reședința sa este orașul Kameanka-Dniprovska.

## Demografie
Componența lingvistică a raionului Kameanka-Dniprovska
     Rusă (54,68%)
     Ucraineană (44,48%)
     Alte limbi (0,22%)
Conform recensământului din 2001, majoritatea populației raionului Kameanka-Dniprovska era vorbitoare de rusă (54,68%), existând în minoritate și vorbitori de ucraineană (44,48%).